# Lac de Saint-Andéol
Pour les articles homonymes, voir Saint-Andéol.
Le lac de Saint-Andéol est un des nombreux lacs de l'Aubrac, situé sur la commune de Marchastel au nord-ouest du département français de la Lozère.
D'origine glaciaire, le lac de Saint-Andéol est, depuis la Protohistoire, le lieu de célébrations de différents cultes. De nombreuses offrandes sont retrouvées au fond du lac, un fanum est construit sur un promontoire le dominant et pendant le Haut Moyen Âge une église témoigne de l'évolution des croyances païennes vers la religion chrétienne. Le lac est également un élément du patrimoine naturel lozérien : le site est inscrit et le lac se trouve au centre d'une zone naturelle d'intérêt écologique, faunistique et floristique, notamment en raison de la présence d'une flore spécifique des milieux tourbeux.

## Géographie et toponymie

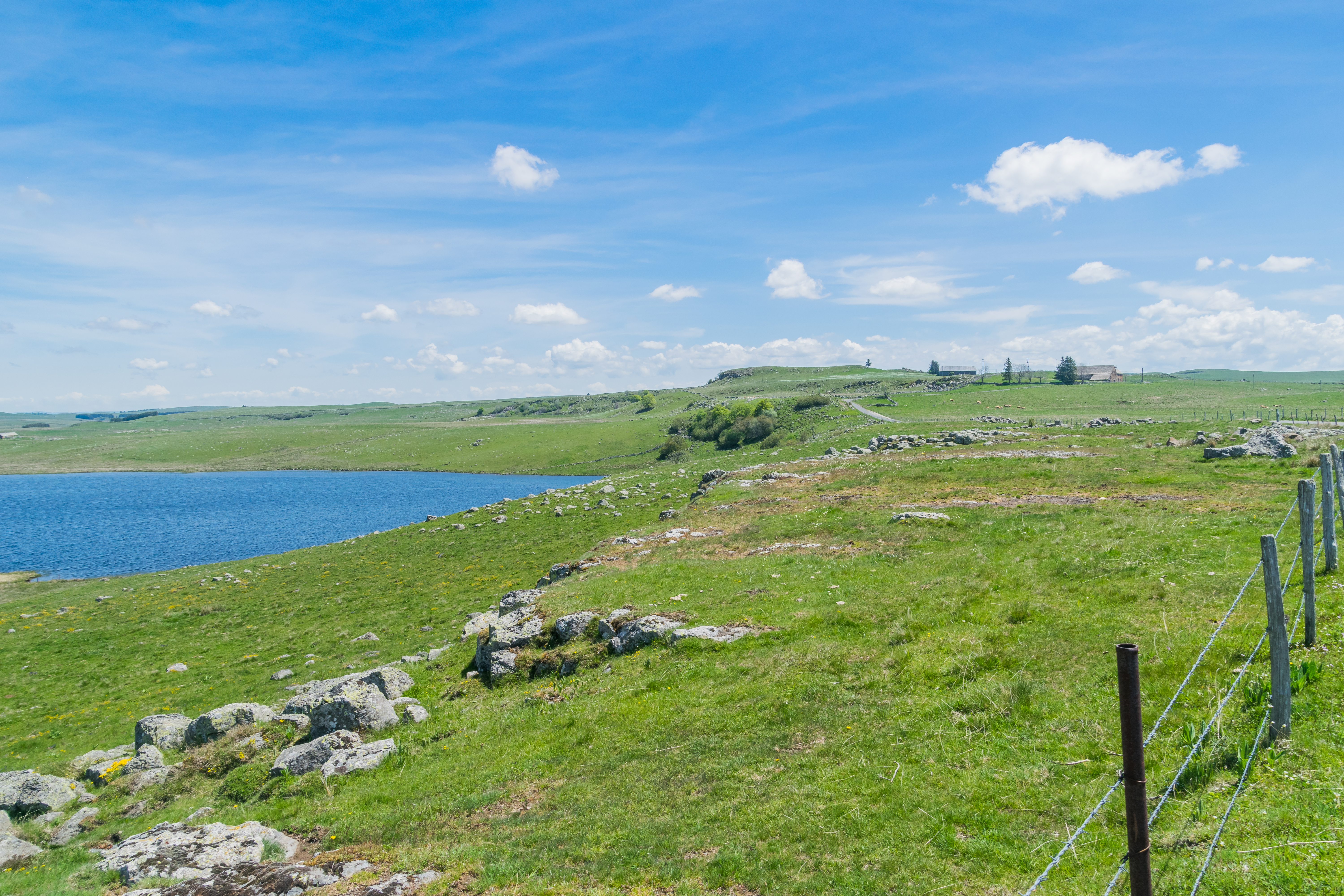
Vue vers l'est du lac.

Le lac de Saint-Andéol est situé au sud-ouest du territoire de la commune lozérienne de Marchastel, non loin de la limite communale avec Nasbinals. D'une superficie de 11 ha (560 × 320 m dans ses plus grandes dimensions), sa profondeur maximale est estimée à une dizaine de mètres. Les formations tourbeuses de rive progressent au nord-est et au sud-ouest de plusieurs dizaines de mètres vers l'intérieur du lac, réduisant la surface d'eau libre. Le lac est alimenté par plusieurs sources situés sur son pourtour ; il se déverse, à son extrémité nord dans le ruisseau du lac de Saint-Andéol qui va rejoindre le ruisseau des Plèches.
Il se situe à une altitude de 1 225 m sur un plateau recouvert de pâturages où des rangées de sapins permettent par endroit au bétail de s'abriter du vent, et qui sont délimités par des murets de pierre sèches ou des clôtures modernes. À l'est, un promontoire s'avançant vers le lac le domine d'environ 60 m.
Grégoire de Tours évoque, dans De gloria confessorum, le site de Mons Helarius qu'il situe « in Gabalitano territorio ». Au XXIe siècle, le consensus est large pour assimiler ce site au lac de Saint-Andéol et aux reliefs qui l'entourent, tant pour des raisons topographiques qu'archéologiques.
Le lac porte déjà, en 1354, le nom d'Andéol du Vivarais mort en 208.

## Géologie

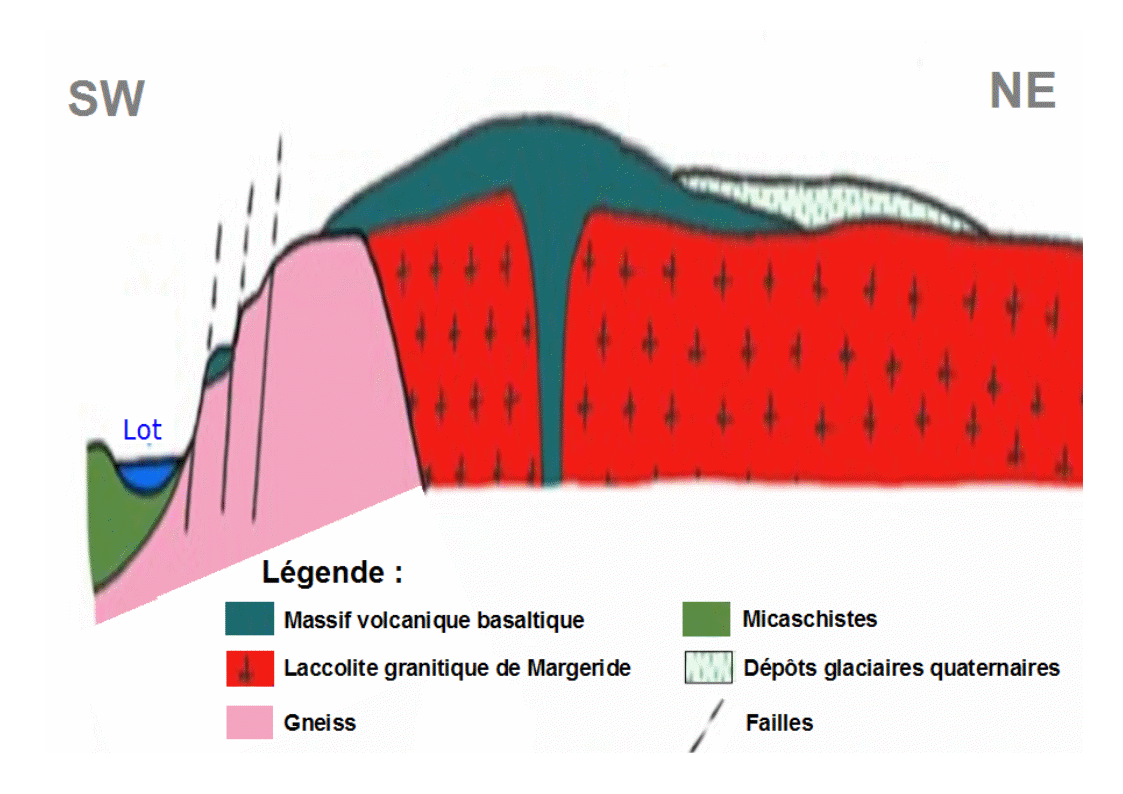
Coupe géologique du plateau de l'Aubrac

La région du lac de Saint-Andéol repose sur le massif hercynien de la Margeride, principalement composé d'une laccolite de granite porphyroïde. Toutefois, les environs immédiats du lac présentent une singularité géologique puisqu'on retrouve là une diorite quartzique à hornblende qu'on rencontre plutôt habituellement dans la zone métamorphique de l'Aubrac sur le pourtour du plateau. Le promontoire situé à l'est du lac, d'une superficie de 6 ha, résulte d'un phénomène local de prismation d'une colonne de basalte.
La glaciation de Würm, qui a affecté l'Aubrac et la partie extrême occidentale de la Margeride, prend fin environ 10 000 ans avant notre ère. Sur le plateau de l'Aubrac, la disparition de cette calotte glaciaire laisse apparaître un paysage au relief fortement raboté et aplani, recouvert de dépôts morainiques. Localement, des cuvettes de surcreusement sont occupées par des lacs glaciaires, dont celui de Saint-Andéol, qui est le plus vaste.

## Historique du site

OpenStreetMap Plan du site archéologique.

Le site du lac de Saint-Andéol semble avoir été fréquenté, à des fins cultuelles, depuis au moins La Tène jusqu'aux années 1900 où des pèlerinages et des processions ont lieu, accompagnés de dépôts d'ex-voto dans le lac. Plusieurs édifices religieux, témoignant de l'évolution des cultes, s'y succèdent au cours des siècles mais ce sont les seuls types de constructions rencontrées ou supposées : aucun vestige d'habitat n'a encore été identifié.

### Préhistoire et Protohistoire
En contrebas du promontoire, entre le lac et lui, deux tertres d'un diamètre supérieur à 10 m peuvent constituer deux tumuli funéraires, mais ce n'est qu'une hypothèse de travail et les tumuli, peut-être protohistoriques, ne peuvent être précisément datés.
Deux ensembles néolithiques sont signalés dans les années 1950 et des observations plus récentes permettent de les retrouver. À l'est du lac, sur le promontoire, un bloc de basalte est interprété comme un menhir en raison de sa position (il était visible de loin même s'il est désormais couché) et de sa forme (sa base naturellement plate lui permet de tenir debout). Quelques dizaines de mètres plus à l'est, onze pierres dessinent un arc de cercle au centre duquel se trouve un petit tertre ; l'ensemble est manifestement une construction humaine, identifiée à un cromlech.
Des fouilles faites au XIXe siècle par le docteur Barthélémy Prunières dans les sédiments du lac révèlent de nombreux restes de branches et morceaux de bois « taillés ». L'une des hypothèses émises à l’époque est celle d’habitations lacustres construites par l'Homme. Cet avis ne fait pas l'unanimité et il s'avère que ces troncs ont plutôt été rongés par des castors,,. Une datation de certains de ces bois donne une fourchette comprise entre 900 et 650 av. J.-C..
Les fouilles dans les sédiments du lac ont révélé la présence de dépôts votifs de poteries laténiennes (IIIe au Ier siècleer av. J.-C.), dont des fragments d'amphores italiques.

### Antiquité
Les dépôts votifs de céramiques dans le lac (pots, vases, cruches, plats) se poursuivent pendant le Haut-Empire romain.
Les vestiges d'un fanum (temple gallo-romain) et d'un tumulus sont découverts en 1953. Le temple, situé entre le menhir et le cercle de pierres, est fouillé en 1956 ; ses dimensions sont estimées à 11 × 8 m. Il semble implanté directement sur le substrat rocheux qui, nivelé, fait office de sol ; ses murs paraissent être de simples cloisons en bois. Les dépôts, sans doute rituels, retrouvés sur place sont des fragments de céramiques, des statuettes humaines ou animales en terre blanche, des monnaies (depuis un dupondius de Nîmes frappé entre 8 et 3 av. J.-C. jusqu'à une monnaie de Constance II).
À trois kilomètres à l'ouest du lac, le site supposé d'Ad Silanum est une étape sur la table de Peutinger. Il est possible que le site cultuel du lac et celui d'Ad Silanum ne forment qu'un seul ensemble, dans lequel il semble prématuré de voir une agglomération secondaire.

### Depuis le Haut Moyen Âge

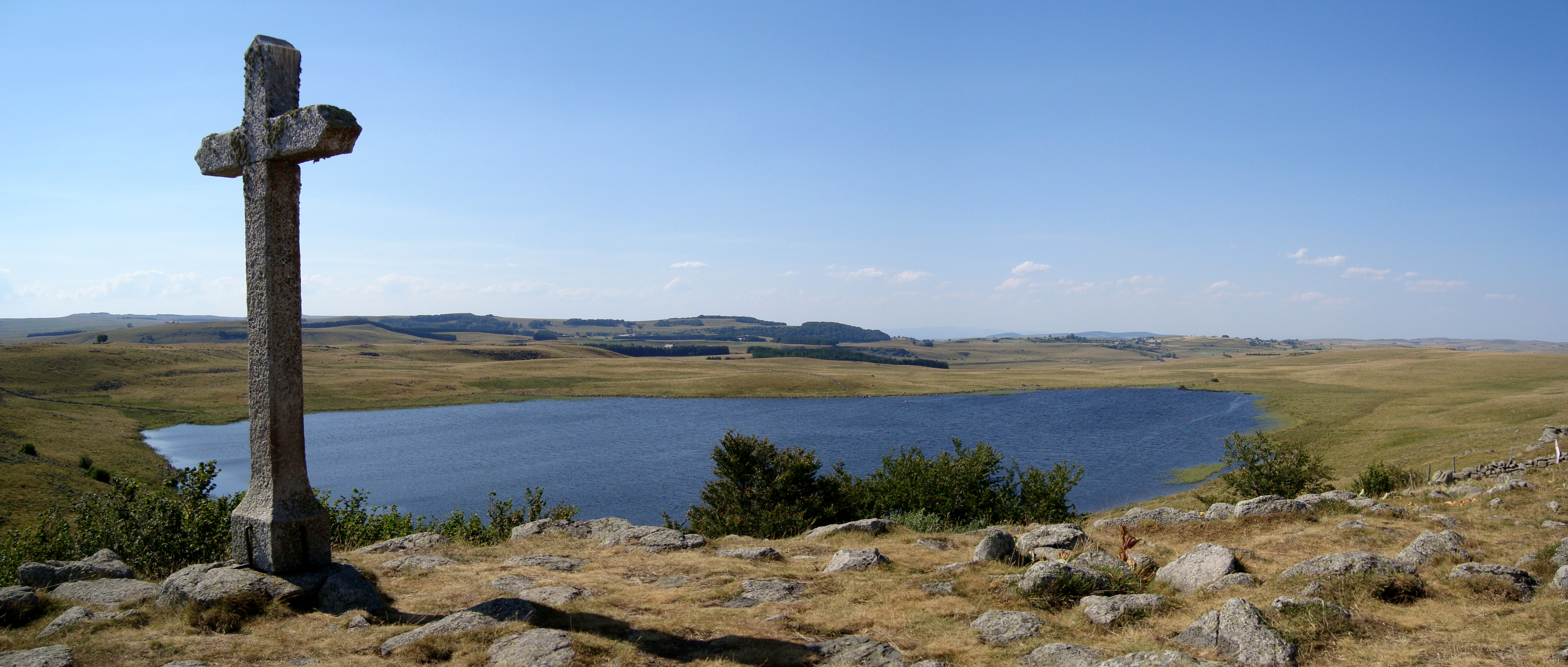
Calvaire à la pointe sud-est du lac.

Grégoire de Tours évoque dans De gloria confessorum l'existence d'un culte des eaux non loin d'un lac dans le sud du Massif central, associé à un pèlerinage annuel. La nature des offrandes (fromages, toisons de laine, pain, gâteaux de cire) évoque un culte lié à une population pastorale. Grégoire explique comment Ilère de Mende lutte en vain contre ces pratiques : « un prêtre, ayant reçu l'épiscopat, vint du chef-lieu (urbe ipsa) à cet endroit ». Ilère aurait en définitive réussi à faire cesser ces pratiques en établissant une église, en l'honneur de saint Hilaire de Poitiers, transformant le rite païen en culte chrétien. Cette église, qui n'a pas laissé de vestiges, n'est pas précisément localisée ; Grégoire de Tours indique simplement qu'elle est construite loin de la rive de l'étang (eminus ab ora stagni).
L'existence d'un culte à saint Andéol sur le site du lac est attestée au XIIIe siècle mais c'est en 1648 qu'une petite chapelle est nommément citée. Les recoupements des sources et la topographie conduisent à localiser cette chapelle au nord-est du lac, à proximité d'un buron. Il n'est toutefois pas certain que cette chapelle occupe l'emplacement de l'église citée par Grégoire de Tours, même si cela reste l'hypothèse privilégiée. Un cimetière était attenant à cette chapelle.
Selon une tradition encore citée au XIXe siècle, « il y avait là autrefois une ville, qui fut engloutie en une nuit et transformée en lac pour punir les habitants de leur inhospitalité ». Cette tradition a très bien pu naître du lac aux eaux sombres, troubles, des dépôts votifs connus, ainsi que des bois de castors parfois discernables près de la rive et évoquant la charpente de maisons en ruine.
Le culte chrétien à saint Andéol célébré aux abords du lac, qui continue cependant à s'accompagner de cérémonies païennes, est interdit à la fin des années 1860, mais quelques personnes semblent continuer à le pratiquer jusqu'au début du XXe siècle.

## Patrimoine naturel
Le lac de Saint-Andéol et ses abords, soit une superficie de 12,53 ha, constituent un site naturel inscrit depuis le 11 février 1942, qui héberge entre autres une population de Courlis cendrés. La zone naturelle d'intérêt écologique, faunistique et floristique (ZNIEFF) du « Lac de Saint-Andéol », d'une superficie de 109 hectares, est centrée sur le lac mais comprend également de nombreuses zones tourbeuses avoisinantes. La ZNIEFF abrite notamment huit espèces d'oiseaux, de reptiles ou de plantes protégées à l'échelon national.

Flore du lac.
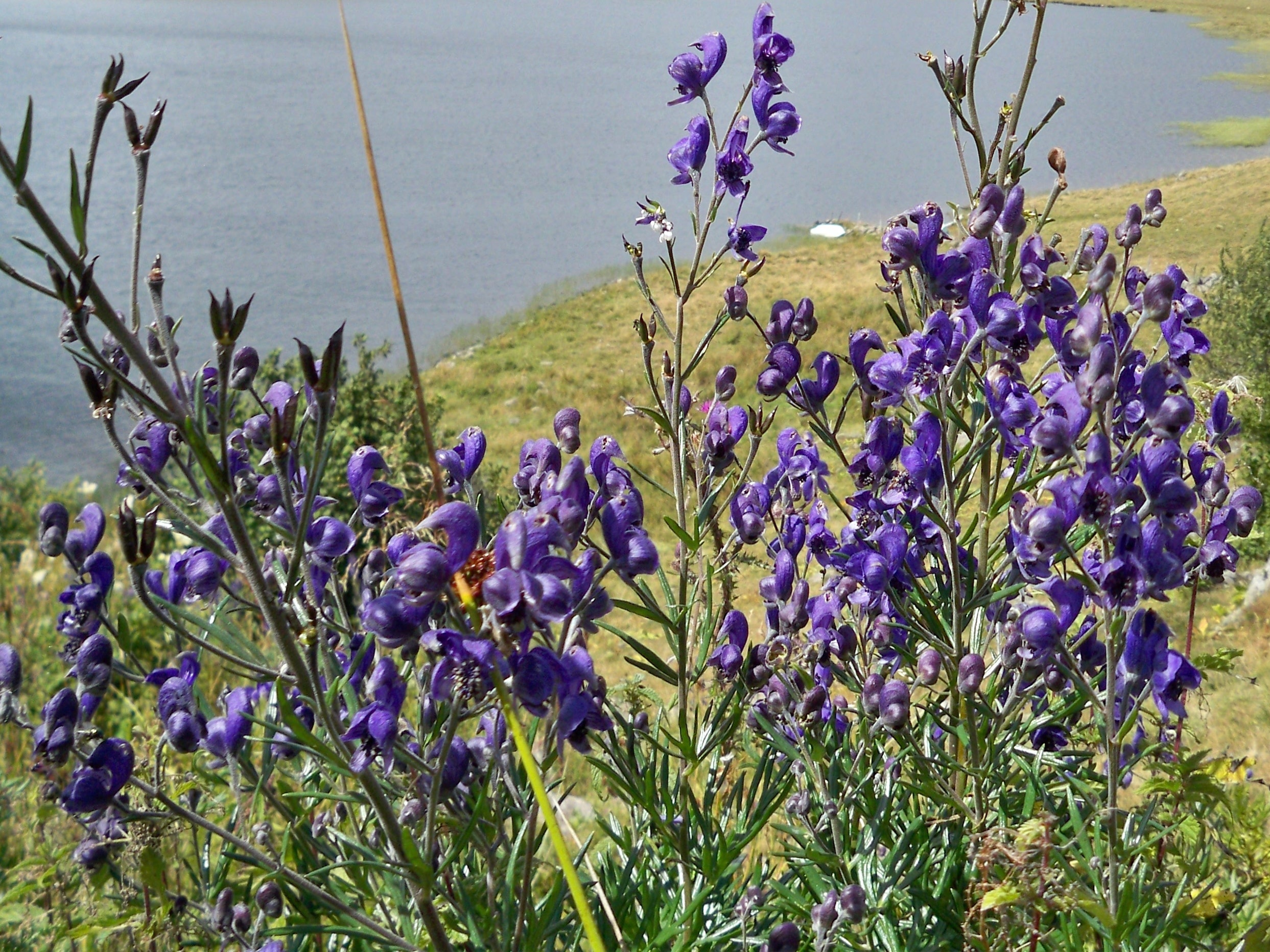
Aconit napel (toxique voire mortelle) près du lac.
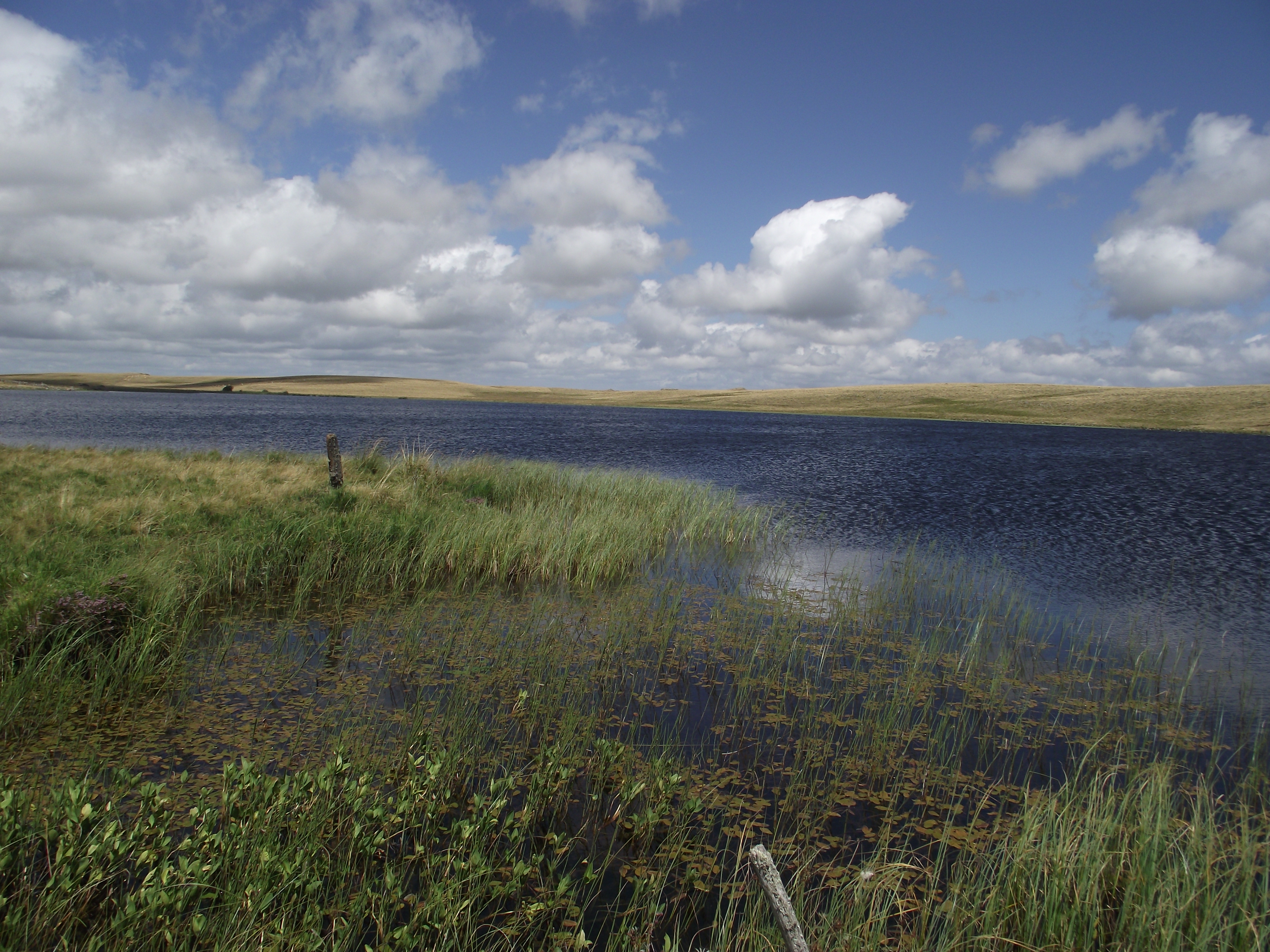
Végétation aquatique, en particulier trèfle d'eau.
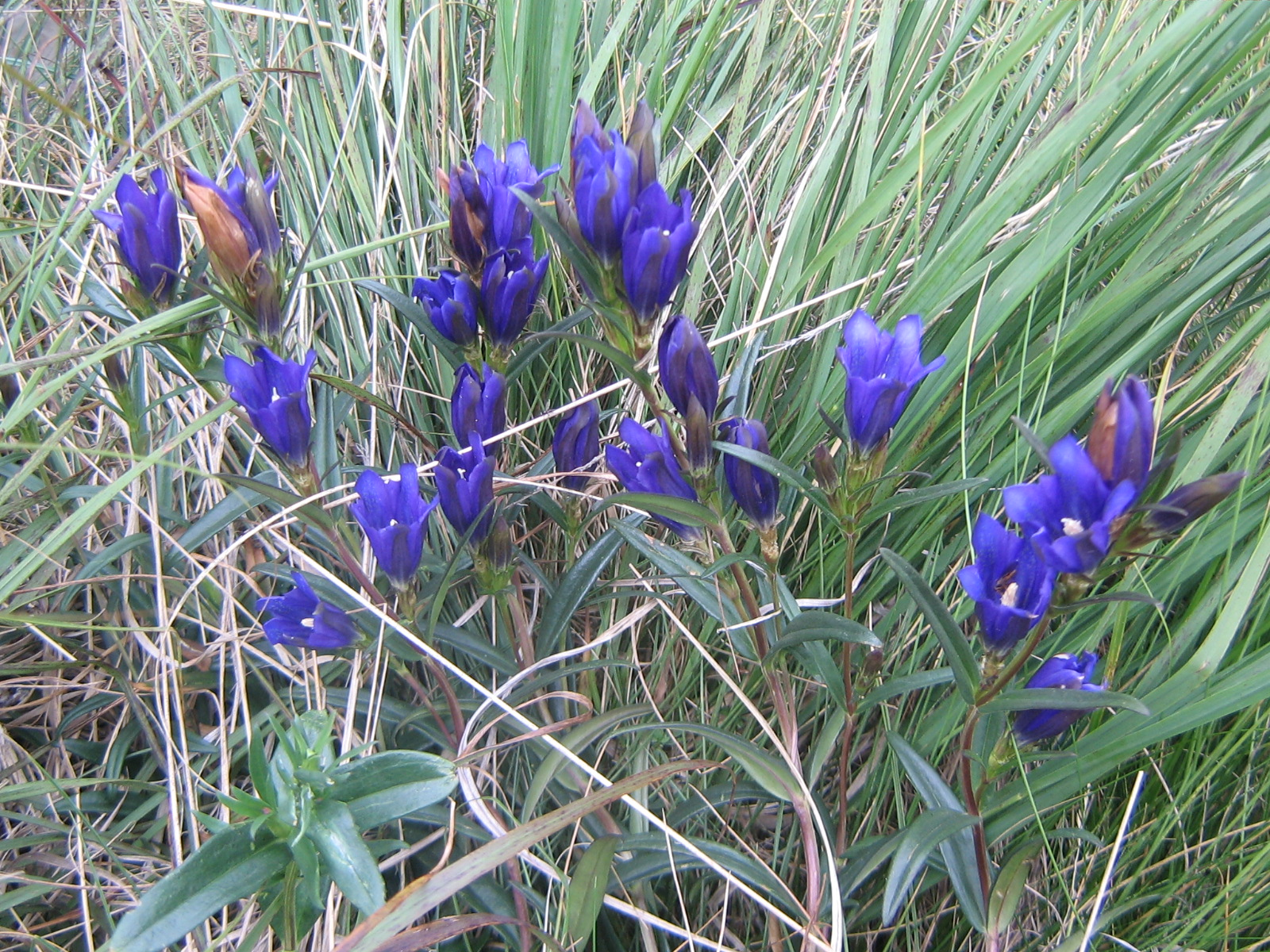
Gentiane pneumonanthe sur les bords du lac.